# What It Is to Burn
What It Is to Burn är debutalbumet från amerikanska post-hardcore-bandet Finch. Det utgavs 12 mars 2001 av skivbolaget Drive-Thru Records. Albumet producerades av Mark Trombino som bland annat har producerat album för  Jimmy Eat World. Daryl Palumbo från New York-bandet Glassjaw gästframträder på två låtar, "Grey Matter" och "Project Mayhem". Den för upplagan av albumet innehöll en demoversion av "What It Is to Burn", som från början var med samlingsalbumet Welcome to the Family (2001), istället för den nyinspelade version som var med på senare upplagor.

## Låtlista
Alla låtar skrivna av Finch, alla texter skrivna av Nate Barcalow:
1. "New Beginnings" – 4:02
2. "Letters to You" – 3:20
3. "Post Script" – 2:50
4. "Grey Matter" – 2:40
5. "Perfection Through Silence" – 3:12
6. "Awake" – 4:49
7. "Without You Here" – 4:10
8. "Stay with Me" – 4:05
9. "Project Mayhem" – 5:19
10. "Untitled" – 4:13
11. "Three Simple Words" – 4:39
12. "Ender" – 13:28
13. "What It Is to Burn" – 4:29

### Bonusspår
Den brittiska utgåvan av albumet innehåller två bonusspår, den tidigare nämnda demoversion av "What It Is to Burn" och en akustisk sång som är finns med på Punk Goes Acoustic (2002):
1. "Letters to You" (Akustisk) – 3:40
2. "What It Is to Burn" (Demo) – 4:51

## Medverkande
- Nate Barcalow – sång
- Derek Doherty – bas
- Alex Linares – gitarr
- Daryl Palumbo – bakgrundssång
- Alex Pappas – trummor
- Randy Strohmeyer – gitarr
- Mark Trombino – producent